# Zā'

Za in isolierter Form

Zā'  (arabisch ظاء, DMG Ẓāʾ) ist der 17. Buchstabe des arabischen Alphabets. Ihm ist der Zahlenwert 900 zugeordnet.

## Entstehung
Im Gegensatz zu den meisten anderen arabischen Buchstaben ist das Zā' nicht direkt aus einem phönizischen Buchstaben hervorgegangen. In der Frühzeit der arabischen Sprache fehlten noch die diakritischen Punkte, Zā' wurde genau wie das Ṭā' geschrieben. Zur Unterscheidung der beiden Buchstaben wurde dem Zā' später ein Punkt hinzugefügt.

## Lautwert und Umschrift
Das Zā' gehört zu den vier sogenannten emphatischen Lauten und hat keine Entsprechung im Deutschen. Die Artikulationsstelle ist entweder dieselbe wie beim Zāy ز ([z] = stimmhaftes „s“) oder korrekter wie beim Dhāl ذ ([ð] = stimmhaftes „th“). Die Zunge wird jedoch versteift, dadurch ihr Querschnitt gerundet und ihr hinterer Teil  zum Gaumen angehoben. In der DMG-Umschrift wird Za mit einem punktierten z (ẓ) wiedergegeben. In der nichtwissenschaftlichen Umschrift wird meist „z“ verwendet, wobei die Unterscheidung vom Zāy verlorengeht.
In allen Dialekten ist ض (Dād) mit ظ (Zā') ursprünglich zu ظ (Zā') [ðˁ] zusammengefallen. In Stadt- und Landdialekten wiederum wurden alle Interdentale zu Dentalen verschoben, somit [ðˁ] zu [dˁ]. Um in Buchwörtern und Hocharabisch die dialektal verloren gegangene Unterscheidung zwischen ض und ظ zu wahren, bediente man sich in Stadt- und Landdialekten der Aussprache [zˁ] für ظ. Daher existieren je nach Prestigeaussprache regional unterschiedlich die Aussprachen [zˁ] (Ägypten, Levante) und [ðˁ] (Irak, Golf) für ظ. Die Ausspracheregeln des Koran verlangen immer noch [ðˁ].
Das Zā' ist ein Sonnenbuchstabe, d. h., ein vorausgehendes al- (bestimmter Artikel) wird assimiliert.

## Zā' in Unicode
| Unicode Codepoint | U+0638            |
| Unicode-Name      | ARABIC LETTER ZAH |
| HTML              | &#1592;           |
| ISO 8859-6        | 0xd8              |